# 2423 Ibarruri
A 2423 Ibarruri (ideiglenes jelöléssel 1972 NC) egy marsközeli kisbolygó. Ljudmila Zsuravljova fedezte fel 1972. július 14-én.